# جیمز بی. پیرسون
جیمز بلکوود پیرسون (به انگلیسی: James Blackwood Pearson) سناتور سابق عضو حزب جمهوری‌خواه ایالات متحده آمریکا بود. وی در سال ۱۹۶۲ تا ۱۹۷۸ میلادی سناتور ایالت کانزاس در سنای ایالات متحده آمریکا بود.